# Blaesoxipha paranaensis
Blaesoxipha paranaensis är en tvåvingeart som beskrevs av Guilherme A.M.Lopes 1991. Blaesoxipha paranaensis ingår i släktet Blaesoxipha och familjen köttflugor. Inga underarter finns listade i Catalogue of Life.